# Нагребецький Анатолій Никифорович
Нагребецький Анатолій Никифорович (нар. 9 травня 1945, Плебанівка, Шаргородський район, Вінницька область) — історик, Почесний краєзнавець України, письменник, журналіст, член Національної Спілки Журналістів України, член правління Вінницької обласної організації Національної спілки краєзнавців України.
За досягнуті успіхи в історично-краєзнавчих дослідженнях нагороджений обласною журналістською премією імені Олександра Гетьмана.

## Життєпис
Народився у селі Плебанівка у Шаргородському районі.
У 1961 році закінчив Плебанівську середню школу і одразу розпочав педагогічну діяльність. Працював старшим піонервожатим Пасинківської та Носиківської восьмирічних шкіл, потім — учителем математики та фізики Політанківської школи. Після демобілізації з рядів Збройних сил України працював учителем математики та музики в Івашковецькій та Плебанівській середніх школах.
З відзнакою закінчив Чернятинський сільськогосподарський технікум.

## Книжкові видання
Автор понад тридцяти робіт наукового характеру, які опублікував у районній, обласній та республіканській пресі.
З-під його пера вийшло у світ два десятки книг з історії населених пунктів Шаргородщини: два видання книги «Моя Плебанівка», «Тероризоване село», «Ветерани Шаргородщини в роки Великої Вітчизняної війни 1941—1945 рр.», «Шлях крізь віки», «Калинівка Шаргородська», «Трагедія мого краю», «Мій рід. Моє село», «Насіківка моя, Насіківка», «Шаргород — Єврейське містечко», «Наш Деребчин», «Мальовничі мої Перепільчинці», «Ярове — село на Кучманськім шляху», «Рахни-Лісові — яблунева перлина Поділля», «Іменами багата земля Шаргородська», «Політанки — життєві обрії», «Конатківці — єдине село на планеті», «Сторінки історії Пеньківки-Мурафської», «Шаргородщина: духовні скарбниці та люди», «Козлівський фольклор і народна творчість», «Наш рідний край — Козлівка і Мальовниче», «Храм Святого Брата Альберта на землях Княжої Луки», «Зведенівка — село на пагорбах Поділля» та ін.

## Нагороди
- Ювілейна медаль Президії Верховної Ради СРСР «20 лет Победы в Великой Отечественной войне 1941—1945 гг.» (1965 р.);
- Медаль Президії Верховної Ради СРСР «Ветеран труда» (1986 р.);
- відзнака Президента України ювілейна медаль «25 років Незалежності України» (2016 р.).
- «Почесний краєзнавець України».

Також нагороджений понад двома десятками почесних грамот і дипломів районних, обласних, республіканських і Всесоюзних організацій.